# Jubal A. Early
Jubal Anderson Early (3. november 1816 – 2. marts 1894) var en amerikansk advokat og general i Sydstatshæren under den amerikanske borgerkrig.

## Tidlige år
Early blev født i Franklin i Virginia og fik sin officersuddannelse på West Point, hvor han fik eksamen i 1837. Han kæmpede mod Seminole indianerne i Florida som sekondløjtnant i artilleriet før han trak sig ud af hæren i 1838. I 1840'erne var han anklager i Franklin County og Floyd County i Virginia. Han blev kendt for en sag i Mississippi hvor han vandt over de bedste advokater i staten. Hans advokatgerning blev afbrudt af den Mexicansk-amerikanske krig fra 1846-1848.
Han var delegeret i Virginias lovgivende forsamling.

## Borgerkrigen
Early tilhørte det amerikanske Whig parti og var kraftig modstander af at Sydstaterne skulle forlade Unionen ved Virginia konferencen med det formål i april 1860. Han blev dog stærkt fortørnet over at præsident Abraham Lincoln bad om 75.000 frivillige til at slå oprøret ned, og accepterede at blive brigadegeneral i staten Virginias milits. Han blev sendt til Lynchburg for at rekruttere 3 regimenter og ledede derefter et af dem som oberst i Sydstatshæren.
Early blev forfremmet til brigadegeneral efter det Første slag ved Bull Run i juli 1861. Under slaget udviste han tapperhed ved Blackburn's Ford og gjorde indtryk på General P.G.T. Beauregard. Han deltog i de fleste store slag i det østlige operationsområde i borgerkrigen, herunder Syv dages slaget, Andet slag ved Bull Run, Slaget ved Antietam, Slaget ved Fredericksburg, Slaget ved Chancellorsville, Slaget ved Gettysburg og adskillige slag i Shenandoah-kampagnen. Under Gettysburg kampagnen okkuperede Early's division York i Pennsylvania, som var den største by, der blev erobret af oprørerne under krigen.
Robert E. Lee, som kommanderede Army of Northern Virginia, havde tiltro til Early og støttede ham. Lee kaldte ham for sin "Slemme gamle mand" på grund af hans hidsige temperament, men satte pris på hans aggressivitet i kamp og evne til kommandere enheder på egen hånd. De fleste af Earlys soldater kaldte ham "Old Jube" eller "Old Jubelee" med entusiasme og hengivenhed. Early kunne altid finde fejl og kritiserede sine undergivne sønder og sammen ved enhver lejlighed. Til gengæld var han i reglen helt ude af stand til at se egne fejl, og reagerede kraftigt på kritik og forslag nedefra.
Early blev såret i Slaget ved Williamsburg i 1862 mens han ledte et angreb mod en langt stærkere modstander.

### Tjeneste under Stonewall Jackson
Han kom til hægterne igen i Rocky Mount, Virginia, og var tilbage efter to måneder, hvorefter han blev underlagt generalmajor Thomas J. "Stonewall" Jackson, i tide til Slaget ved Malvern Hill. Der demonstrerede han sin aldrig svigtende mangel på stedsans og for vild med sin brigade i skovene. Det gav et tab på 35 soldater, uden at brigaden havde været indblandet i nævneværdige kampe. Under Kampagnen i det nordlige Virginia blev Early bemærket for sin indsats i Slaget ved Cedar Mountain og han han ankom i sidste øjeblik til at forstærke A.P. Hill på Jackson's venstre fløj på Stony Ridge i det Andet slag ved Bull Run.
Ved Antietam kom Early til at kommandere en division, da hans overordnede Alexander Lawton blev såret. Lee syntes godt om hans indsats, og beholdt ham som divisionschef. Ved Fredericksburg reddede Early dagen med et modangreb mod George G. Meade's division, som var brudt gennem Stonewall Jacksons linjer. Han blev forfremmet til generalmajor den 17. januar 1863.
Ved Chancellorsville gav Lee ham en styrke på 5.000 mand til at forsvare Fredericksburg med ved Marye's Heights mod en større styrke på to korps under Generalmajor John Sedgwick. Early forsinkede Unionshæren og holdt Sedgwick fast mens Lee og Jackson angreb resten af Unionshæren mod vest.

### Gettysburg og Overland kampagnen
Under Gettysburg kampagnen havde Early kommandoen over en division i Richard S. Ewells korps. Hans tropper besejrede Unionshæren i det 2. slag om Winchester, tog en del fanger, og åbnede Shenandoah dalen for Lees styrker. Earlys division med tilknyttet kavaleri marcherede østpå over South Mountain bjergkæden ind i Pennsylvania hvor den erobrede vigtige forsyninger og heste undervejs. Han erobrede Gettysburg den 26. juni og forlangte en løsesum, som aldrig blev betalt. To dage senere gik han ind i York County og erobrede byen York, den største på i Nordstaterne der blev erobret af en Sydstatshær. Her blev hans krav om løsepenge delvis opfyldt, herunder en betaling på 28.000 $ i kontanter. Den 28. juni nåede enheder i hans styrke frem til Susquehanna floden. Den 30. juni blev Early kaldt tilbage, da Lee samlede sin hær ved Gettysburg for at møde Unionshæren i Slaget ved Gettysburg.
Earlys division nærmede sig Gettysburg fra nordøst den 1. juli 1863 og var længst ude på venstre fløj i Sydstatshærens linje. Han besejrede Francis Barlow's division, som var en del af Unionens XI korps ved at påføre den 3 gange så høje tab som han selv fik, og presse dem tilbage gennem byen samtidig med at mange af dem blev taget til fange.
På 2. dagen ved Gettysburg angreb han Cemetery Hill som led i Ewell's indsats på Unionshærens højre fløj. Trods fremgang i starten blev Earlys angreb slået tilbage af Unionsforstærkninger. På den 3. dag afgav Early en brigade til at hjælpe general Edward Johnson's division i et forgæves angreb på Culp's Hill. Dele af Early's division afskærmede Lee's hær under dens tilbagetrækning fra Gettysburg den 4. juli og 5. juli.
Early gjorde tjeneste i Shenandoah dalen i vinteren 1863–64. I denne periode var han af og til substitut for Ewell under dennes sygdom. Den 31. maj 1864 gav Lee udtryk for sin tiltro til Earlys initiativ og evne til at kommandere på et højere niveau og gav ham midlertidig rang af generalløjtnant.
Efter at være vendt tilbage fra Shenandoah dalen kæmpede Early i slaget i the Wilderness og tog kommando over den skrantende A.P. Hills 3. Korps under fremrykningen for at blokere Ulysses S. Grant ved Slaget ved Spotsylvania Court House. Ved Spotsylvania havde Early kommandoen over den relativt stille højre flanke. Ved Slaget ved Cold Harbor erstattede Lee den ineffektive Ewell med Early som chef for 2. Korps.

### Shenandoah dalen, 1864
Earlys vigtigste operation foregik den sommer og efter år i Shenandoah-kampagnen hvor han ledede Sydstaternes sidste invasion i Nordstaterne. Mens Sydstaterne en efter en blev erobret af Unionens hære under Grant og William Tecumseh Sherman, sendte Lee Early nordpå for at rense Shedandoah dalen for Unionsstyrker og true Washington, D.C., hvorved han håbede på at få Grant til at lette presset på Lee omkring Belejringen af Petersburg. Early besejrede adskillige unionshære, bl.a. ved Monocacy hvor Generalmajor Lew Wallace kun havde 5.800 mænd mod Earlys 15.000. Selv om Early vandt, havde sejren kostet ham en dags forsinkelse og Washington havde tid til at sende forstærkninger. Denne invasion afstedkom temmelig meget panik i Nordstaterne og Early kunne nå helt frem til Washingtons forstæder. Han sendte sit kavaleri vest for Washington mens hans artilleri angreb Fort Stevens. Abraham Lincoln overværede angrebet, og blev dermed den eneste siddende præsident i USA, som har været under ild fra fjenden. Da Early trak sig tilbage, sagde han til en af sine officerer: Major, vi har ikke erobret Washington, men vi gav Abe Lincoln en voldsom forskrækkelse."
Early trak sig tilbage til Shenandoah dalen hvor han besejrede Unionshæren under George H. Crook i Slaget ved Kernstown den 24. juli 1864. Seks dage senere nedbrænde hans kavaleri store dele af byen Chambersburg som svar på David Hunter's aktioner i Dalen, frem for alt afbrændingen af Virginia Military Institute) og fordi byen ikke betalte den af ham fordrede løsesum. I begyndelsen af auggust angreb Early's kavaleri og guerillastyrker Baltimore and Ohio Railroad på forskellige steder.
Da Grant havde mistet tålmodigheden og erkendt at Early kunne angribe Washington hvornår han ville tog han hånd om truslen ved at sende en hær under Generalmajor Philip Sheridan af sted til Shenandoah. Den var til tider tre gange så stor som Sydstatshæren og Sheridan besejrede Early i tre slag i begyndelsen af august samtidig med at han ødelagde en stor del af landbrugsejendommene i dagen, og dermed afskar dem fra at være en forsyningskilde for Lee's hær. I et fremragende overraskelsesangreb slog Early to tredjedele af Unionshæren i slaget ved Cedar Creek den 19. oktober 1864, men hans tropper var sultne og udmattede og begyndte at plyndre Unionslejren. Sheridan var i stand til at få samling på sine tropper og besejrede Early afgørende.
De fleste af mændene fra Earlys korps vendte tilage til Lee ved Petersburg i december, mens Early blev tilbage med en beskeden styrke. Denne styrke blev omtrent udslettet i slaget ved Waynesboro og Early undgik tilfangetagelse med nogle få medlemmer af sin stab. Lee fratog Early kommandoen i marts 1865, fordi han tvivlede på at han kunne udstråle den fornødne sikkerhed, som var nødvendig når han skulle rekruttere nye soldater til fortsatte operationer.
Han skrev til Early om hvor svært denne beslutning faldt ham:

## Efter krigen
Early flygtede da Lees hær overgav sig den 9. april 1865. Han red på hesteryg til Texas i håbet om at finde en styrke som fortsatte kampen. Derefter fortsatte han til Mexico og derfra videre til Cuba og Canada. Mens han boede i Toronto skrev han sine erindringer, A Memoir of the Last Year of the War for Independence, in the Confederate States of America, som havde fokus på hans kampagne i Shenandoah dalen. De blev udsendt i 1867.
Han vendte tilbage til Virginia i 1869 og genoptog sin advokat praksis. Han blev benådet i 1868 af præsident Andrew Johnson, men forblev en rebel. Han var blandt de mest højtrøstede blandt de som fortsat støttede den tabte sag, og bagvaskede Generalløjtnant James Longstreets handlinger ved Gettysburg. Han var involveret i lotteriet i Louisiana sammen med den tidligere General P.G.T. Beauregard.
I en alder af 77 døde han i Lynchburg, Virginia efter at være faldet ned af en trappe. Han er begravet på Spring Hill kirkegården.
Earlys bidrag til Sydstaternes sidste forsøg på at overveje var meget betydelige. Nogle historikere hævder at han forlængede krigen med 6-9 måneder ved sin kampagne omkring Washington og i Shenandoah dalen. Dette citat opsummerer holdningen blandt hans beundrere: